# Gorunești (Slătioara), Vâlcea
Gorunești este un sat în comuna Slătioara din județul Vâlcea, Oltenia, România.

## Monumente istorice
- Biserica „Intrarea în Biserică” din Gorunești

 Acest articol despre o localitate din județul Vâlcea este deocamdată un ciot. Puteți ajuta Wikipedia prin completarea lui.